# Arno Böckling
Arno Böckling (* 16. Februar 1952 in Mainz) ist ein ehemaliger deutscher Handballnationalspieler und -trainer. Er spielte beim TV Großwallstadt und dem TV Hüttenberg.

## Handball-Karriere
Böckling begann seine Karriere beim SV Kostheim. Er wechselte 1972 zum TV Großwallstadt und wurde 1973 Deutscher Meister. In den Spielzeiten 1977 und 1978 erreichte er mit der Mannschaft des TV Hüttenberg das Finale des DHB-Pokals, das jeweils gegen den VfL Gummersbach verloren wurde. Vor den olympischen Spielen 1976 in Montreal war er Mitglied des Olympiakaders.
Von 1982 bis 1985 war er Trainer der Deutschen Studenten-Nationalmannschaft; er führte das Team 1983 zum sechsten Platz bei der Studenten-Weltmeisterschaft in Frankreich.
Böckling war Gründungsmitglied und erster Präsident des Freundeskreises des deutschen Handball (bis 1995). Gleichzeitig war auch Präsident des Handballverbandes Rheinhessen.

## Privates
Nach Abschluss seiner Karriere und Promotion wurde er Geschäftsführer bei mehreren Einkaufsverbänden. Böckling war von 1990 bis 1999 Präsident des Optic Service Europe, des Dachverbandes europäischer Einkaufsverbände in der Optik und Präsident des Deutschen Instituts für Brillenmode bis 1998. Er hatte ab 1987 für 11 Jahre einen Lehrauftrag Marketing an der Berufsakademie Baden-Württemberg (heute Duale Hochschule Baden-Württemberg Mosbach). Er war als Marketing-Direktor bei der Optic Society tätig. Zusätzlich ist er Auditor für Qualitätsmanagement-Systeme. Seit Juni 2022 ist er Operations Manager für Deutschland bei Cecop, dem weltweiten Einkaufsverband für Optiker.
Er ist verheiratet und hat eine Tochter.

## Belege
1. ↑  Mehr von den „Echten Kerlen“. In: allgemeine-zeitung.de. 12. September 2017, abgerufen am 26. Februar 2024.
2. ↑  handball-world.news: Seit 25 Jahren Freundeskreis des Deutschen Handballs - Neuer Vorsitzender wird gewählt, abgerufen am 7. August 2020
3. ↑  hv-rheinhessen.de: Seit der Gründung 1949 bis heute führten neun Vorsitzende / Präsidenten den Handball-Verband Rheinhessen (HVR) (Memento vom 7. Mai 2021 im Internet Archive), abgerufen am 7. August 2020
4. ↑  Kontakt | optic society Vertriebs GmbH und acustic. In: optic society Vertriebs GmbH und acustic. (optic-society.de [abgerufen am 30. April 2018]).

| Personendaten    | Personendaten                                         |
| ---------------- | ----------------------------------------------------- |
| NAME             | Böckling, Arno                                        |
| KURZBESCHREIBUNG | deutscher Handballnationalspieler und Handballtrainer |
| GEBURTSDATUM     | 16. Februar 1952                                      |
| GEBURTSORT       | Mainz                                                 |